# Komenda Rejonu Uzupełnień Jarosław

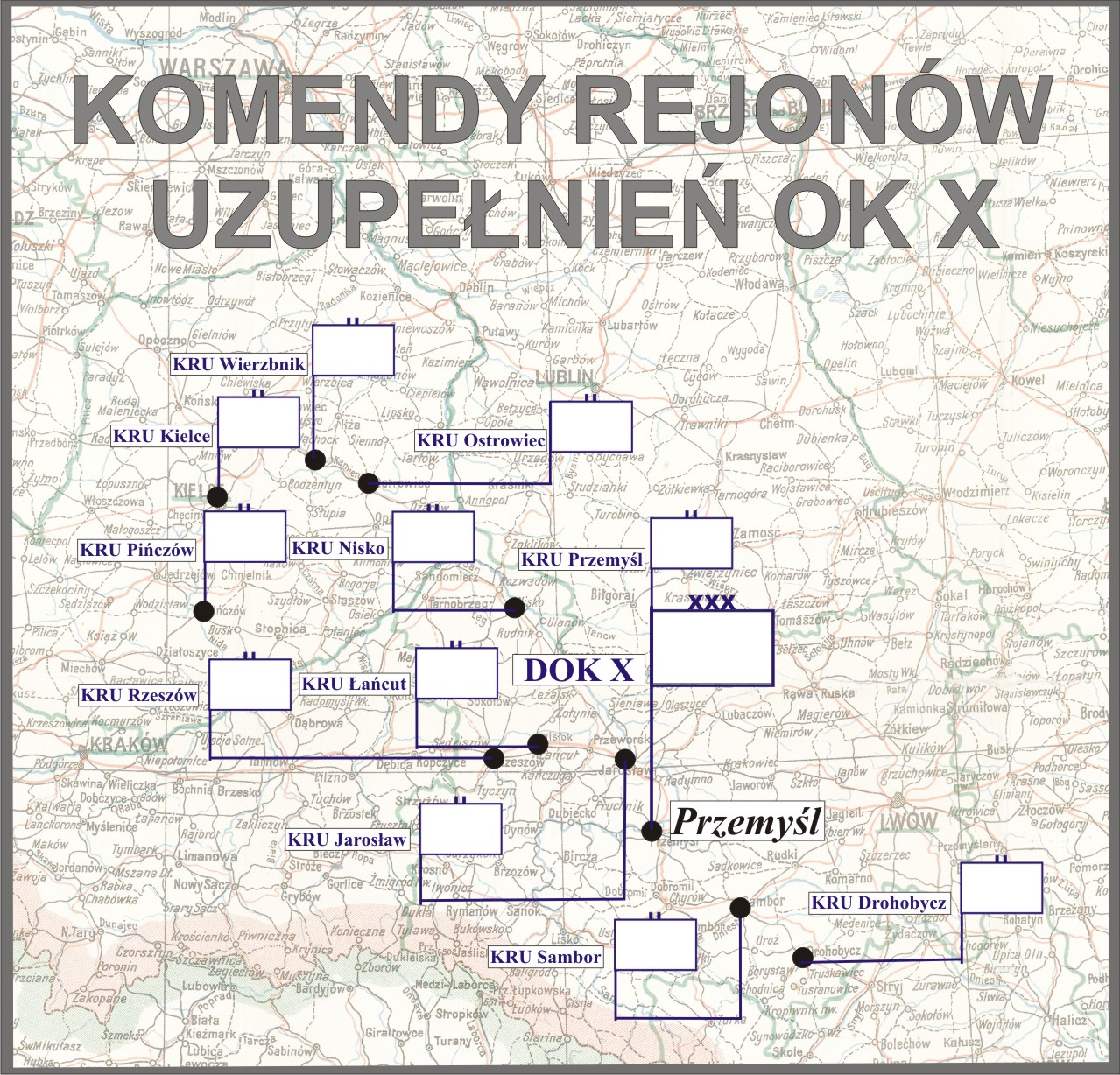
Komendy rejonów uzupełnień OK X

Komenda Rejonu Uzupełnień Jarosław (KRU Jarosław) – organ wojskowy właściwy w sprawach uzupełnień Sił Zbrojnych II Rzeczypospolitej i administracji rezerw w powierzonym mu rejonie.

## Historia komendy
4 maja 1919 roku minister spraw wojskowych gen. por. Józef Leśniewski rozkazem D.M.O. 3849.P. zarządził reorganizację służby poborowej na terenie Galicji. W ramach tej reorganizacji została utworzona Powiatowa Komenda Uzupełnień Jarosław. Komenda otrzymała numer XXVI i została podporządkowana nowo powołanej Okręgowej Komendzie Uzupełnień Lwów z tymczasową siedzibą w Przemyślu. Okręg poborowy PKU Jarosław XXVI obejmował powiaty: jarosławski, łańcucki, niski i przeworski, które zostały wyłączone z PKU Przemyśl XVI oraz powiat cieszanowski.
22 maja 1919 roku minister spraw wojskowych gen. por. Józef Leśniewski rozkazem D.M.O. 8127. IV polecił wprowadzić w życie terytorialne „kompletowanie”, czyli uzupełnianie pułków na terenie Galicji. Równocześnie przydzielił PKU Jarosław do Batalionu Zapasowego 39 Pułku Piechoty Strzelców Lwowskich w Jarosławiu. PKU Jarosław pozostawała nadal organem Ministerstwa Spraw Wojskowych, od którego miała otrzymywać wskazówki natury ogólnej. Szczegółowe wytyczne dla PKU wydawać miało DOGen. „Lwów”. Głównym zadaniem PKU Jarosław było uzupełnianie 39 pp. Dla realizacji tego zadania PKU Łańcut miała pozostawać w ściłej łączności z kadrą pułku, czyli jego batalionem zapasowym. Dwa dni później minister rozkazem D.M.O. 8194. IV przemianował PKU Jarosław na „PKU w Jarosławiu dla 39 pp” i podporządkował jej powiaty: cieszanowski, jarosławski, łańcucki, niski i przeworski.
W czerwcu 1921 roku PKU 39 pp w Jarosławiu była podporządkowana Dowództwu Okręgu Generalnego „Lwów” i obejmowała swoją właściwością powiaty: cieszanowski, jarosławski, łańcucki, niżański i przeworski.
15 listopada 1921 roku, po wprowadzeniu podziału kraju na dziesięć okręgów korpusów oraz wprowadzeniu pokojowej organizacji służby poborowej, dotychczasowa PKU 39 pp została przemianowana na Powiatową Komendę Uzupełnień Jarosław i podporządkowana Dowództwu Okręgu Korpusu Nr X w Przemyślu. Okręg poborowy PKU Jarosław obejmował powiaty: cieszanowski, jarosławski i przeworski, natomiast powiaty łańcucki i niżański zostały włączone do nowo powstałej PKU Nisko w Łańcucie. W Jarosławiu, Lubaczowie i Przeworsku rezydowali oficerowie ewidencyjni.
Z dniem 1 czerwca 1922 roku została zlikwidowana gospoda inwalidzka przy PKU Jarosław.
Z dniem 1 stycznia 1923 roku, w związku z przeniesieniem siedziby starostwa z Cieszanowa do Lubaczowa, powiat cieszanowski zmienił nazwę na powiat lubaczowski.
18 listopada 1924 roku weszła w życie ustawa z dnia 23 maja 1924 roku o powszechnym obowiązku służby wojskowej, a 15 kwietnia 1925 roku rozporządzenie wykonawcze ministra spraw wojskowych do tejże ustawy, wydane 21 marca tego roku wspólnie z ministrami: spraw wewnętrznych, zagranicznych, sprawiedliwości, skarbu, kolei, wyznań religijnych i oświecenia publicznego, rolnictwa i dóbr państwowych oraz przemysłu i handlu. Wydanie obu aktów prawnych wiązało się z przejęciem przez władze cywilne (administracji I instancji) większości zadań związanych z przygotowaniem i przeprowadzeniem poboru. Przekazanie większości zadań władzom cywilnym umożliwiło organom służby poborowej zajęcie się wyłącznie racjonalnym rozdziałem rekruta oraz ewidencją i administracją rezerw. Do tych zadań dostosowana została organizacja wewnętrzna powiatowych komend uzupełnień i ich składy osobowe. Poszczególne komendy różniły się między sobą składem osobowym w zależności od wielkości administrowanego terenu.
Zadania i nowa organizacja PKU określone zostały w wydanej 27 maja 1925 roku instrukcji organizacyjnej służby poborowej na stopie pokojowej. W skład PKU Jarosław wchodziły trzy referaty: I) referat administracji rezerw, II) referat poborowy i referat inwalidzki. Nowa organizacja i obsada służby poborowej na stopie pokojowej według stanów osobowych L. O. I. Szt. Gen. 3477/Org. 25 została ogłoszona 4 lutego 1926 roku. Z tą chwilą zniesione zostały stanowiska oficerów ewidencyjnych.
12 marca 1926 roku została ogłoszona obsada personalna Przysposobienia Wojskowego, zatwierdzona rozkazem Dep. I L. 6000/26 przez pełniącego obowiązki szefa Sztabu Generalnego gen. dyw. Edmunda Kesslera, w imieniu ministra spraw wojskowych. Zgodnie z nową organizacją pokojową Przysposobienia Wojskowego zostały zlikwidowane stanowiska oficerów instrukcyjnych przy PKU, a w ich miejsce utworzone rozkazem Oddz. I Szt. Gen. L. 7600/Org. 25 stanowiska oficerów przysposobienia wojskowego w pułkach piechoty.
Od 1926 roku, obok ustawy o powszechnym obowiązku służby wojskowej i rozporządzeń wykonawczych do niej, działalność PKU Jarosław normowała „Tymczasowa instrukcja służbowa dla PKU”, wprowadzona do użytku rozkazem MSWojsk. Dep. Piech. L. 100/26 Pob.
Z dniem 1 października 1927 roku powiat przeworski został wyłączony z PKU Jarosław i włączony do nowo powstałej PKU Łańcut.
W marcu 1930 roku PKU Jarosław była nadal podporządkowana DOK X w Przemyślu i administrowała powiatami: jarosławskim i lubaczowskim. W grudniu tego roku komenda posiadała skład osobowy typ II.
31 lipca 1931 roku gen. dyw. Kazimierz Fabrycy, w zastępstwie ministra spraw wojskowych, rozkazem B. Og. Org. 4031 Org. wprowadził zmiany w organizacji służby poborowej na stopie pokojowej. Zmiany te polegały między innymi na zamianie stanowisk oficerów administracji w PKU na stanowiska oficerów broni (piechoty) oraz zmniejszeniu składu osobowego PKU typ I–IV o jednego oficera i zwiększeniu o jednego urzędnika II kategorii. Liczba szeregowych zawodowych i niezawodowych oraz urzędników III kategorii i niższych funkcjonariuszy pozostała bez zmian.
11 listopada 1931 roku ogłoszono nadanie Krzyża Niepodległości st. sierż. Józefowi Tobiasiewiczowi z PKU Jarosław.
1 lipca 1938 roku weszła w życie nowa organizacja służby uzupełnień, zgodnie z którą dotychczasowa PKU Jarosław została przemianowana na Komendę Rejonu Uzupełnień Jarosław przy czym nazwa ta zaczęła obowiązywać 1 września 1938 roku, z chwilą wejścia w życie ustawy z dnia 9 kwietnia 1938 roku o powszechnym obowiązku wojskowym. Obok wspomnianej ustawy i rozporządzeń wykonawczych do niej, działalność KRU Jarosław normowały przepisy służbowe MSWojsk. D.D.O. L. 500/Org. Tjn. Organizacja służby uzupełnień na stopie pokojowej z 13 czerwca 1938 roku. Zgodnie z tymi przepisami komenda rejonu uzupełnień była organem wykonawczym służby uzupełnień .
Komendant rejonu uzupełnień w sprawach dotyczących uzupełnień Sił Zbrojnych i administracji rezerw podlegał bezpośrednio dowódcy Okręgu Korpusu Nr X, który był okręgowym organem kierowniczym służby uzupełnień. Rejon uzupełnień nie uległ zmianie i nadal obejmował powiaty: jarosławski i lubaczowski.

## Obsada personalna
Poniżej przedstawiono wykaz oficerów zajmujących stanowisko komendanta Powiatowej Komendy Uzupełnień i komendanta rejonu uzupełnień oraz wykaz osób funkcyjnych (oficerów i urzędników wojskowych) pełniących służbę w PKU i KRU Jarosław, z uwzględnieniem najważniejszych zmian organizacyjnych przeprowadzonych w 1926 i 1938 roku.
Komendanci
- płk Stanisław Niedzielski (od 20 V 1919)
- ppłk Herman Augustyn (1923[31][32] – II 1925[33] → komendant PKU Przemyśl)
- ppłk piech. Andrzej Cieśliński[b] (II 1925[39] – 11 II 1929[40] → dyspozycja MSW)
- ppłk art. Stefan Ludwig (p.o. III 1929[41] – I 1930 → dyspozycja dowódcy OK X[42])
- ppłk piech. Adam Dobrzański (III 1930[43] – 30 XI 1932 → stan spoczynku[44])
- mjr piech. Jan Palewicz (IX 1932[45] – 31 XII 1934 → stan spoczynku[46])
- ppłk piech. dr Rudolf Czerkiewski[c] (XII 1934[51] – 1938 → stan spoczynku)
- mjr piech. Tadeusz Brincken (1939[52])

Obsada personalna PKU w maju 1919 roku
- komendant – płk Stanisław Niedzielski
- zastępca komendanta – mjr Wiktor Senft[d]
- naczelnik kancelarii – urzędnik wojsk. w randze porucznika Wiktor Wasiewicz

Obsada pozostałych stanowisk funkcyjnych PKU w latach 1921–1925
- I referent
  - mjr / ppłk piech. Andrzej Cieśliński (1923 – II 1925 → komendant PKU)
  - kpt. kanc. Władysław Albin Śliwa (V 1925[55][56] – II 1926 → kierownik I referatu)
- II referent – urzędnik wojsk. IX rangi / kpt. kanc. Wiktor Wasiewicz (1923 – II 1926 → kierownik II referatu)
- oficer instrukcyjny
  - por. piech. Stanisław Knotz (1923 – I 1924[57] → 39 pp)
  - por. / kpt. piech. Franciszek Benrot (I 1924[57] – III 1926[58] → 39 pp)
- oficer ewidencyjny na powiat jarosławski – urzędnik wojsk. XI rangi / por. kanc. Grzegorz Zając (od 1 XII 1923[59])
- oficer ewidencyjny na powiat przeworski – por. kanc. Marian Roch Bourdon (od IV 1924[60])
- oficer ewidencyjny na powiat lubaczowski – urzędnik wojsk. XI rangi / por. kanc. Stanisław Buczma (1923 – 1924)

Obsada pozostałych stanowisk funkcyjnych PKU w latach 1926–1938
- kierownik I referatu administracji rezerw i zastępca komendanta
  - kpt. kanc. Władysław Albin Śliwa (II 1926 – VI 1930[65] → p.o. kierownika I referatu PKU Nisko)
  - kpt. kanc. Michał Stanisław Witkowski[e] (VI 1930[65] – 15 IX 1932[72] → praktyka u płatnika 3 pp Leg.)
  - kpt. piech. Jan Józef Domino[f] (1 VII 1932[76] – 30 XI 1934[46] → stan spoczynku)
  - kpt. piech. Roman Peszko (1 I 1935[77] – VI 1938 → kierownik I referatu KRU)
- kierownik II referatu poborowego
  - kpt. kanc. Wiktor Wasiewicz (II 1926 – 30 IV 1927[78] → stan spoczynku)
  - kpt. kanc. Ludwik Józef Chrobak (XI 1927[79] – VI 1930[80] → kierownik I referatu PKU Zawiercie)
  - por. kanc. Grzegorz Zając[g] (IX 1930[81] – 30 XI 1932[82] → stan spoczynku)
  - kpt. piech. Tadeusz Jan Franciszek Klein (XII 1932[83] – VI 1938 → kierownik II referatu KRU)
- referent – por. kanc. Grzegorz Zając (II 1926 – IX 1930 → kierownik II referatu)
- referent inwalidzki – por. kanc. Stanisław Walerian Buczma[h] (II 1926 – IV 1929[87] → dyspozycja Min. Pracy i Opieki Społecznej)

Obsada pozostałych stanowisk funkcyjnych KRU w latach 1938–1939
- kierownik I referatu ewidencji – kpt. adm. (piech.) Roman Peszko (1938 – 1939, †1940 Katyń)
- kierownik II referatu uzupełnień – kpt. adm. (piech.) Tadeusz Jan Franciszek Klein[89]